# Alhamdulillah
Al-ḥamdulillāh (arab. ‏ٱلْحَمْدُ لِلَّٰهِ‎) znane także pod nazwą Tahmid (arab. ‏تَحْمِيد‎) – arabskie wyrażenie oznaczające „Chwała Bogu”, czasami tłumaczone jako „Dzięki Bogu”. Wyrażenie to jest często używane przez muzułmanów, ponieważ znajduje się ono w Koranie oraz ponieważ wypowiadał je prorok Mahomet. Wypowiadane jest także przez arabskojęzycznych chrześcijan i żydów.

## Znaczenie
Wyrażenie zawiera trzy podstawowe części:
- al – „ten”
- ḥamdu – dosłownie „chwała”
- li-llāh – przyimek + rzeczownik Allah

Słowo Allah oznacza „Bóg”. Zwrot ten znajduje się już w pierwszym wersecie pierwszej sury (Al-Fatiha).

## Historia
- Dżabir ibn Abdallah napisał w hadisie, że Mahomet rzekł: „Najlepszym wspomnieniem Boga jest powtarzanie lā ʾilāha ʾillā llāh, a najlepszą modlitwą (du'a) jest al-ḥamdu lillāh”.
- Abu Huraira napisał, że Mahomet rzekł: „Każda ważna kwestia, która nie zaczyna się od al-ḥamdu lillah, pozostaje wadliwa”.
- Anas bin Malik napisał, że Mahomet rzekł: „Bóg cieszy się z każdego, kto mówi, al-ḥamdu lillah, gdy bierze kawałek jedzenia i pije wodę”.